# 个体心理学
个体心理学（英語：individual psychology）是由奥地利精神病学家阿尔弗雷德·阿德勒创立的一种心理学方法或学科。阿德勒关于该主题的著作的英文版（1925年）主要收录了他在1912年至1914年期间发表的论文和演讲。这些论文涵盖了人类心理学的方方面面，旨在反映人格不可分割的统一性。
在发展个体心理学概念的过程中，阿德勒脱离了西格蒙德·弗洛伊德的精神分析学派。虽然阿德勒最初将自己的作品称为“自由精神分析”，但后来他拒绝了“精神分析师”的标签。他的方法涉及一种整体的性格研究方法，对20世纪后期的咨询和精神病学策略产生了极大的影响。
“个体心理学”一词并不只关注个体，而是将患者视为一个不可分割的整体。阿德勒说，必须考虑患者的整个环境，包括与患者交往的人。